# Tvrtko Stipić
Tvrtko Stipić (Zagreb 13. studenog 1970.) je hrvatski tenor.

## Biografija
Diplomirao je na Sveučilištu za glazbu i dramsku umjetnost u Beču. U početku djeluje kao slobodni umjetnik, s dosta nastupa u ulogama lirskog karaktera kao Tamino u Mozartovoj Čarobnoj fruli i Elvino u Mjesečarki, Nemorino, Ljubavni napitak gdje je imao pravu prigodu da pokaže glasovnu ljepotu, visoku muzikalnost i cjelovitost glazbenoscenske interpretacije.
2004. postaje članom Hnk Zagreb gdje ostvaruje uloge kao što su Tamino Čarobna Frula, Don Ottavio Don Giovanni, Duca di Mantua Rigoletto, Alfredo Gearmont La Traviata, Rinuccio Gianni Schicci, Alfredo i Eisenstain Die Fledermaus itd. Također nastupa na svim kazališnim pozornicama u Hrvatskoj Osijek Rijeka i Split te njeguje i koncertne nastupe Sarajevska Filharmonija, Dubrovački Simfonijski Orkestar te Orkestar Hrt u Zagrebu. Također dosta nastupa i kao operetni pjevač u Gradskom Kazalištu Komedija ostvaruje uloge poput Alfreda Šišmiš, Caramela Jedna noć u Veneciji i Mirko u Tjardovićevoj Maloj Floramy. 2016. godine s Aquarius Recordsom objavljuje svoj prvi album "Živjeti" koji je vrlo dobro prihvaćen i od strane kritike i publike.